# Aceratoneuromyia claridgei
Aceratoneuromyia claridgei är en stekelart som beskrevs av Graham 1991. Aceratoneuromyia claridgei ingår i släktet Aceratoneuromyia och familjen finglanssteklar.
Artens utbredningsområde är Sverige. Arten är reproducerande i Sverige. Inga underarter finns listade i Catalogue of Life.